# السوداء (ريمة)
السوداء هي إحدى قرى مديرية مزهر بمحافظة ريمة اليمنية، بلغ تعداد سكانها 1172 نسمة حسب الإحصاء الذي جرى عام 2004.